# KSK Rochade Eupen-Kelmis
Le KSK Rochade Eupen-Kelmis est un club d'échecs basé à Eupen, dans la communauté germanophone de Belgique.

## Histoire du club
Le KSK Rochade Eupen Kelmis a été créé en 1989 par la fusion entre le SK Rochade Eupen d'une part, et le SK Kelmis de la commune d'Eupen et de la municipalité de Kelmis d'autre part. Le premier "K" de KSK est l'adjectif royal, ajouté en 2008. 
Le club d'échecs SK Rochade Eupen est fondé en 1958. En 1960, il organise une partie d'échecs animée où s'affrontent Georg Kieninger et Albéric O'Kelly de Galway. 
En 1969, le SK Rochade Eupen commence dans la compétition en 3e Division de la Ligue Interclubs belge. Le club accède à la division supérieure en 1974. En 1978, il est chargé d'accueillir le championnat de Belgique d'échecs individuel, remporté par Richard Meulders, et passe en Première Division. À l'issue de la saison 1979, le club est relégué en Deuxième Ligue. Après la fusion de1989 avec le SK Kelmis, le nouveau club SK Rochade Eupen-Kelmis monte en Première ligue en 1991.
Entre 1994 et 2001, le SK Rochade Eupen-Kelmis est sacré champion de Belgique huit fois de suite. Depuis 1995, il participe régulièrement à la Coupe d'Europe des clubs. Dans cette compétition, le club atteint la finale du tour préliminaire à Paris,  en 1996, se qualifie pour la finale à Budapest et termine 14e sur 16 équipes. 
De 1991 à 2000, le club organise chaque année le CERA Chess Cup à Eupen, un tournoi d'échecs international. En 1994, 1997 et 1999, il accueille le tour préliminaire de la Coupe d'Europe des clubs. En 2003, il organise le championnat de Belgique individuel à Eupen (remporté par Geert Van der Stricht chez les hommes, et Irina Gorshkova chez les femmes), et en 2008 (remporté par Bruno Laurent chez les hommes et Wiebke Barbier chez les femmes). Lors de son 50e anniversaire en 2008, le club organise plusieurs événements dont des parties d'échecs sous-marines. Le club obtient le soutien du roi et s'appelle depuis le Königlicher Schachklub Rochade Eupen-Kelmis (Club d'échecs royal Rochade Eupen-Kelmis).

## Joueurs célèbres
Parmi les joueurs d'échecs célèbres qui ont joué pour la KSK Rochade Eupen-Kelmis se trouvent Sjarhej Asarau, Konstantin Asseïev, Alexander Berelovitch, Vladimir Chouchelov, Norbert Coenen, Rustem Dautov, Jean-Marc Degraeve, Alexandre Dgebuadze, Sergueï Fedortchouk, Michael Fiebiggin, Thomas Igor Glek, Michail Gourevitch, Florian Handke, Mikhail Golubev, Achim Illner, Arkadius Georg Kalka, Andreï Kavaliou, Igor Khenkin, Oleg Korneïev, Erwin l'Ami, Daniel Alsina Leal, Felix Levin, Olivér Mihók, David Mausiedema, Parimarjan Negi, Alexander Riazantsev, Matthias Röder, Mihail Saltaev, Anastassia Savina, Daniel Schlecht, Bernd Schneider, Christian Seel, Sebastian Siebrecht, Hans-Hubert Sonntag, Rafael Vaganian, Loek van Wely et Luc Winants .

## Structures du club
Eckhard Rößler est président de l'association depuis 2012. Auparavant, depuis 1968, était Günter Delhaes, également président de la Fédération royale des échecs de Belgique à plusieurs reprises.

## Palmarès
- De 1994 à 2001, huit fois champion national de Belgique
- De 1994 à 2009 et 2011, dix-sept participations à la Coupe d'Europe des clubs